# 1 Life 2 Live
1 Life 2 Live는 대한민국의 프로듀서 겸 래퍼인 더콰이엇의 여섯 번째 정규 음반이다. AMBITIQN이 당시에는 믹스테잎이었는데 현재는 믹스테잎에서 정규 음반으로 취급하게 되어 5집에서 6집이 됐다. 어쨌든 4집 Quiet Storm: a Night Record 발매 후 5년 만의 정규 음반이었다. 2015년 10월 15일 정오, 음원으로 기습 발표 후 23일 CD로 정식 발매하였다. 음반의 메인 프로듀서로 더콰이엇과 프리마 비스타가 맡았으며, 피처링 참여진으로 도끼, 진보, 빈지노, 바빌론이 참여하였고, 프로듀서는 피트 락, 제이크 원, 프라임보이 등이 참여하였다.

## 배경
음반은 발매 전부터 화제가 되었는데, 7월 1일 공개된 미국 컴플렉스 지와의 인터뷰를 통해, 더콰이엇의 다음 음반 프로듀서로 피트 락과 DJ 프리미어가 참여한다고 알려지면서 큰 화제가 되었다. 10월 15일, 음원 공개 직후 당일 날 공개된 힙합플레이야와의 인터뷰에서 음반의 제목 1 Life 2 Live에 관해 언급하였다.
"1 Life 2 Live라는 제목은 내 노래 "한 번뿐인 인생"에서 착안한 것이다. 내 삶의 가장 큰 모토이기도 하고. 그걸 테마로 앨범을 만든 것이다."

음원 공개 후 4일 뒤인 2015년 10월 19일, 네이버 뮤직 스페셜을 통해 음반을 소개하면서 이와 같이 말했다.
"오랜만에 내는 음반이고 그만큼 긴 과정이 있었던 음반이다. 지금까지 냈던 음반 중에 시간적으로, 정신적으로 가장 긴 인내가 필요했다. 때문에 이 앨범이 맘에 들던지 그렇지 않던지, 정성스러움을 느끼게 될 것이다."

## 작업 및 활동
원래 더콰이엇은 음반 발매를 2014년에 발매하려고 하였다. 그러나 일리네어 레코즈의 컴필레이션 음반 11:11 발매 후 도끼와 엠넷 "Show Me The Money 3" 출연 등으로 공연이 많아 작업할 시간이 부족했다고 하였다. 음반의 메인 프로듀서로서 본인을 비롯한 프리마 비스타와 함께 곡을 만들었다. 또한 피트 락의 참여가 화제가 되었는데, 인터뷰를 통해 "레퍼런스로 '피트 락처럼 들리는' 훵키하고 몽환적인 느낌을 원했고, 비트 몇 개를 받고 그 중 맘에 드는 비트를 골라 작업하였다"고 밝혔다. 알려진 것과는 반대로 DJ 프리미어의 참여는 무산되었는데, 스케줄 문제로 빼게 되었다고 하였다. 더콰이엇은 12월 5일, 정규 음반의 선공개곡으로 싱글 "All About"을 발표하였다. 이후 2015년 1월, 샛별과 함께한 "Nothing"을 공개, 무료 배포하였는데 아웃트로를 통해 음반의 발매를 암시하였다. 또한 간간히 음반의 발매를 앞두고 자신의 인스타그램을 통해 작업 과정을 올렸다. 7월, 빈지노가 인스타그램을 통해서 더콰이엇이 IAB 스튜디오에 방문한 모습을 올려 IAB 스튜디오가 음반의 아트워크를 맡을 것으로 유추되었으나, 음반의 아트워크는 알몬드가 맡았다.
10월 3일, 자신의 인스타그램을 통해 이번 달 중으로 나온다고 알렸고, 이어 15일 정오 음원사이트를 통해 기습 발매하였다. 직후 힙합플레이야와 인터뷰를 가졌고 4일 뒤, 네이버 뮤직 스페셜을 통해 음반의 제작과정이 공개되었다. 이후 23일 오프라인에 CD 형태로 발매하였다.

## 수록곡
| #            | 제목                                 | 작사                   | 작곡                    | 편곡         | 재생 시간 |
| ------------ | ------------------------------------ | ---------------------- | ----------------------- | ------------ | --------- |
| 1.           | 〈Bentley〉                          | 더콰이엇               | 프리마 비스타           |              | 3:52      |
| 2.           | 〈All About〉                        | 더콰이엇               | 더콰이엇, 프리마 비스타 |              | 3:45      |
| 3.           | 〈1 Life 2 Live〉                    | 더콰이엇               | 더콰이엇, 프리마 비스타 |              | 4:17      |
| 4.           | 〈World Famous〉 ((Feat. 도끼, 진보) | 더콰이엇, 도끼, 진보   | 제이크 원               |              | 3:54      |
| 5.           | 〈Your World〉                       | 더콰이엇               | 더콰이엇, 프리마 비스타 | 일랩스       | 4:11      |
| 6.           | 〈할렐루야〉 (Feat. 빈지노)          | 더콰이엇, 빈지노       | 더콰이엇, 프리마 비스타 |              | 2:33      |
| 7.           | 〈과연 누가〉                        | 더콰이엇               | 피트 락                 |              | 3:04      |
| 8.           | 〈Body 2 Body〉                      | 더콰이엇               | 얌모                    |              | 3:54      |
| 9.           | 〈Montana〉                          | 더콰이엇               | 더콰이엇                |              | 3:59      |
| 10.          | 〈My Life〉 (Feat. 도끼, 빈지노)     | 더콰이엇, 도끼, 빈지노 | 프리마 비스타           | 더콰이엇     | 4:51      |
| 11.          | 〈Lifetime〉                         | 더콰이엇               | 프리마 비스타           | 더콰이엇     | 4:49      |
| 12.          | 〈Be About It〉 (Feat. 바빌론)       | 더콰이엇               | 프라임 보이             |              | 3:41      |
| 13.          | 〈Illionaire Way 2〉                 | 더콰이엇               | 제이크 원               |              | 3:18      |
| 총 재생 시간 | 총 재생 시간                         | 총 재생 시간           | 총 재생 시간            | 총 재생 시간 | 50:08     |

트랙 바이 트랙
2015년 10월 19일에 네이버 뮤직을 통해 공개된 더콰이엇의 음반 수록곡에 관한 코멘터리이다.
- "Bentley"에 관해, 프리마 비스타를 극찬하며 "처음 듣는 순간 모든 그림이 그려졌고, 그것에 도달하는 곡을 만들었다. 이런 노래는 아마 다시 만들기 힘들 것이다."라고 말했다.
- "All About"은 프리마 비스타가 피아노를 챱 (Chop) 했고 더콰이엇이 나머지를 완성시켰다." 처음 음반을 구상할 땐 전체적으로 이 곡과 비슷한 분위기로 가려했으나 많은 수정이 있었고 지금의 형태가 되었다"고 하였다.
- "1 Life 2 Live"의 건반과 베이스는 프리마 비스타가 만들고 더콰이엇이 나머지를 완성시켰다. "비트를 만들 때부터 이미 타이틀 곡으로 쓸 생각이었다"며 "훅은 운전하면서 이 비트를 듣다가 문득 생각난 것"이라고 했다.
- "World Famous"는 제이크 원의 비트이다. 더콰이엇은 처음에 들었을 때 감동받았다고 하였다.
- "Your World"에 관해, 나스의 "I Can"에서 영감을 받아 만들었다고 밝혔다. "그 정도로 건전하고 교훈적인 노래는 힙합에서 거의 나오지 않아서 해보았다"고 했다. 피아노 세션으로 창모가 참여하였다.
- '할렐루야'는 2014년 가을, 프리마 비스타가 비트의 초안을 만들고 더콰이엇이 완성시켰다. 빈지노의 가사가 기대한 방향이 아니라 다시 쓸 것을 권유하기도 하였으나 진행하였다고 한다.
- '과연 누가'는 피트 락의 비트이다. 더콰이엇은 "10대 때부터 큰 영향을 준 프로듀서"라고 밝히며 "곡의 가사는 음반의 핵심"이라고 언급하였다.
- "Body 2 Body"는 "운전하다가 문득 생각난 훅으로 작업을 시작"하였으며, "그만큼 섬세한 작업을 해, 음반 수록곡 중 가장 좋아하는 노래 중 하나"라고 밝혔다.
- "Montana"는 5년 전에 만들어 음반 중 가장 오래된 비트이다. 영화 "스카페이스" 소재로 만든 노래이다.
- "My Life"는 프리마 비스타가 초안을 만들고, 더콰이엇이 수정하는 식으로 작업하였다. 도끼, 빈지노와 공연곡을 만들고자 하였다고 한다.
- "Lifetime"은 첫 음반 Music 발매 10주년을 기념하는 가사를 담았다.
- "Be About It"은 프라임 보이의 비트인데, 음반의 마무리하기 좋은 곡이라고 생각했다고 한다.
- "Illionaire Way 2"는 제이크 원의 비트이다. "처음 듣자마자 음반의 마지막곡으로 선정키로 하였고 랩하기 까다로워 여러차례 가사를 엎었다"고 하며, "가장 애착이 가는 곡이자 음반의 하이라이트"라고 꼽았다.